# Neurocentropus vernus
Neurocentropus vernus là một loài Trichoptera trong họ Polycentropodidae. Chúng phân bố ở miền Cổ bắc.